# Felipe Reyes
Pour les articles homonymes, voir Reyes.
Felipe Reyes, né le 6 mars 1980 à Cordoue en Espagne, est un joueur espagnol de basket-ball.
Avec José Manuel Calderón, Pau Gasol, Juan Carlos Navarro, Berni Rodríguez, Carlos Cabezas, il fait partie de la fameuse équipe los ninõs de oro qui après les titres juniors européens 1998 et mondiaux 1999, apporte enfin le premier titre mondial à la sélection espagnole lors du Championnat du monde 2006 au Japon. Reyes détient le record du nombre de match joués en Liga ACB.
Son frère, Alfonso Reyes, a également été international espagnol.

## Biographie
Lors de la saison 2014-2015, Reyes est nommé meilleur joueur de la Liga lors de la 6e journée, ex æquo avec Eulis Báez et de la 24e journée. Reyes est nommé meilleur joueur de la Liga lors du mois de novembre.
Il est aussi nommé meilleur joueur de la deuxième journée du Top 16 de l'Euroligue 2014-2015, ex æquo avec Brian Randle. Reyes réalise une évaluation de 29 (22 points à 9 sur 13 au tir et 11 rebonds) dans la victoire du Real face à Galatasaray.
En janvier 2015, Reyes devient le meilleur rebondeur en carrière de l'histoire de l'Euroligue, dépassant le précédent record de Mirsad Türkcan (1287 rebonds). Lors de la même rencontre, il devient le joueur ayant commis le plus de faute de l'histoire de l'Euroligue, battant le record de Konstantínos Tsartsarís.
En mai 2015, Reyes est nommé meilleur joueur de la saison 2014-2015 de la Liga ACB. Reyes est aussi membre de l'équipe-type du championnat avec son coéquipier Sergio Llull, Jayson Granger, Pau Ribas et Marko Todorović. Lors de cette saison, le Real Madrid réalise un « poker », c'est-à-dire qu'il remporte 4 titres : championnat, Euroligue, coupe d'Espagne et supercoupe d'Espagne.
Fin juin 2015, Reyes signe un nouveau contrat, d'une durée de 2 ans, avec le Real Madrid.
Il fait partie de l'équipe d'Espagne entraînée par Sergio Scariolo qui remporte le bronze aux Jeux olympiques de 2016.
En octobre 2017, il reprend son titre de meilleur rebondeur de l'histoire de l'Euroligue à Ioánnis Bouroúsis.
En juin 2018, Reyes bat le record de Rafael Jofresa du nombre de match joués en Liga ACB,.
En mars 2019, Reyes bat le record de Juan Carlos Navarro du nombre de matches joués en Euroligue avec 342.
Au mois de juillet 2020, il prolonge son contrat avec le Real Madrid pour une saison supplémentaire. Reyes prend sa retraite en juin 2021.

## Club
- 1998-1999 :  Estudiantes B
- 1999-2004 :  Adecco Estudiantes
- 2004-2021 :  Real Madrid

## Palmarès

### Club
compétitions internationales 
- Vainqueur de l'Euroligue 2015, 2018
- Vainqueur de la Coupe ULEB 2007

 compétitions nationales 
- Liga ACB : 2005, 2007, 2013, 2015, 2016, 2018, 2019
- Coupe du Roi : 2000, 2012, 2014, 2015, 2016, 2017, 2020

### Sélection nationale
- Tournoi olympique
  -  Médaille d'argent aux Jeux olympiques 2012 de Londres.
  -  Médaille de bronze aux Jeux olympiques 2016 de Rio de Janeiro.
- Championnat du monde
  -  Médaille d'or du Championnat du monde 2006 au Japon
- Championnat d'Europe
  -  Médaille d'or au Championnat d'Europe 2015.
  -  Médaille d'or au Championnat d'Europe 2011 en Lituanie.
  -  Médaille d'or au Championnat d'Europe 2009.
  -  Médaille d'argent du Championnat d'Europe 2003 en Suède
  -  Médaille d'argent du Championnat d'Europe 2007 en Espagne
  -  Médaille de bronze du Championnat d'Europe 2001 en Turquie
- Compétitions de jeunes
  -  Médaille d'or du Championnat du monde junior 1999
  -  Médaille d'or du Championnat d'Europe junior 1998
  -  Médaille de bronze du Championnat d'Europe des jeunes 2000